# Shim Suk-Hee
Shim Suk-Hee (Hangul: 심석희; Gangneung, 30 de enero de 1997) es una patinadora de velocidad sobre pista corta surcoreana.

## Primeros años y familia
A los seis años, comenzó en el patinaje de velocidad en pista corta en su ciudad natal como un pasatiempo, y por influencia de su hermano mayor, que también practicaba el deporte. Estudia en la Universidad Nacional de Deporte de Corea en Seúl.
Su padre renunció al trabajo en el que había estado durante 20 años para apoyar a Shim cuando se hizo evidente de su talento en el patinaje de pista corta. La familia se mudó a la capital coreana para poder estar más cerca del área de entrenamiento.

## Carrera

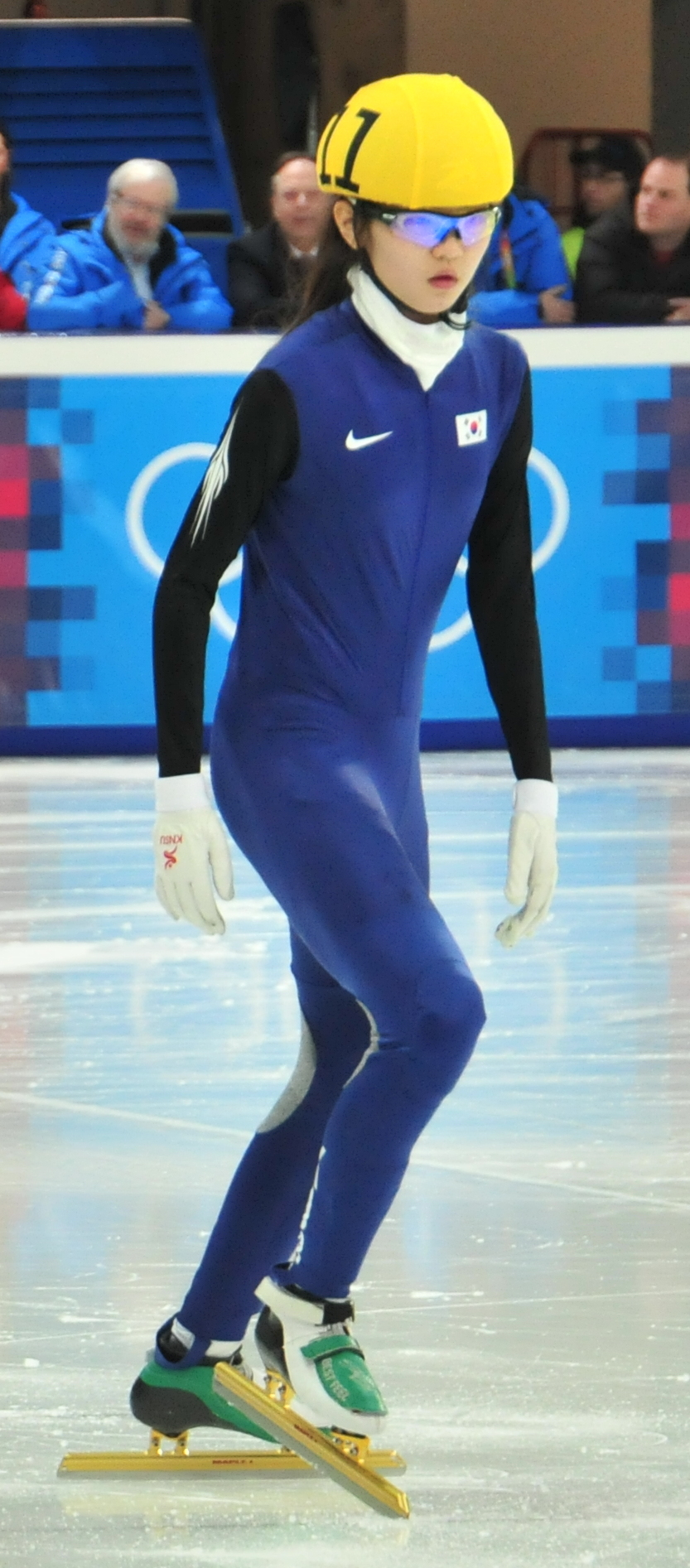
Shim en Innsbruck 2012.

### 2011–2012

#### Juegos Olímpicos de la Juventud
A finales de 2011, formó parte del Equipo de campeonatos mundiales juveniles de Corea del Sur a los 14 años. En enero de 2012, participó en los primeros Juegos Olímpicos de la Juventud de Invierno en Innsbruck (Austria), donde ganó en los dos eventos individuales (500 y 1000 metros). También ganó la medalla de bronce en el evento de relevo de 3000 metros como miembro del equipo mixto formado por patinadores de diferentes naciones.

#### Campeonato Mundial juvenil
Un mes después de las Olimpiadas Juveniles, compitió en el Campeonato Mundial Juvenil de Patinaje de Velocidad en Pista Corta celebrado en Melbourne (Australia), donde ganó el oro en todos los eventos (500 m, 1000 m, 1500 m, relevo) excepto el super final de 1500 metros. En los 500 metros, ganó el oro en estilo dominante, registrando un tiempo de 44.113. Ese tiempo fue 0.652 segundos más rápido que la finalista Agnė Sereikaitė de Lituania. En los 1000 metros, rompió el récord mundial de 1000 metros júnior existente de 1:30.483 establecido por Byun Chun-Sa de Corea del Sur en 2003, terminando en 1:30.266 en la carrera de semifinales. Estableció un récord mundial juvenil nuevamente en la carrera final de 1000 m con un tiempo de 1:30.208, venciendo a su compañera surcoreana Hwang Hyun-Sun, por 0.106 segundos. También ganó los 1500 metros con un tiempo de 2:21.987, derrotando a Hwang nuevamente por 0.082 segundos.

### 2012–2013

#### Copa Mundial
Fue seleccionada para el equipo nacional surcoreano de 2012-2013 a los 15 años al obtener el primer lugar en la competencia nacional en abril de 2012. Ganó en los eventos de 1500 metros y 1000 metros en la primera carrera de la Copa del Mundo de 2012-2013 en Calgary (Canadá), en su primera competencia mundial de alto nivel. También estableció un récord mundial de 1000 metros de 1:26.661 en las semifinales el 21 de octubre de 2012, que fue casi un segundo más rápido que el récord mundial anterior (1: 27.653) establecido por Valérie Maltais dos días antes.
Continuó luego en la segunda carrera en Montreal (Canadá), donde ganó su segunda medalla de oro de 1500 m. En la tercera carrera en Nagoya (Japón), accedió al podio en los 500 metros por primera vez y ganó otro oro en los 1500 metros. Con el tiempo, se convirtió en la campeona de los 1500 metros para la temporada de la Copa del Mundo 2012-2013 ganando el oro en las seis carreras de dicho evento, y se convirtió en subcampeona detrás de Elise Christie en los 1000 metros con tres medallas de oro. También terminó primera en la clasificación general de la Copa del Mundo 2012-2013, junto al equipo surcoreano.

#### Campeonato mundial
Del 8 al 10 de marzo de 2013, compitió en el Campeonato Mundial de 2013 celebrado en Debrecen, Hungría, ganando su primer campeonato mundial en la súper final de 3000 metros. También ganó una medalla de plata, al quedar en segundo lugar detrás de la patinadora surcoreana Park Seung-ho en los 1500 metros. Debido a sus victorias, se convirtió en la medallista de bronce en la tabla general, detrás de la medallista de plata Park Seung-ho y Wang Meng, quien se convirtió en un tres veces campeona mundial en general.

### 2013–2014

#### Copa Mundial
En la primera carrera de la Copa del Mundo de 2013-2014 en Shanghái (China), ganó en los eventos de 1000 y 1500 metros. Luego ganó una medalla de oro en los 1000 metros y otra de plata en los 1500 metros en la segunda carrera en Seúl (Corea del Sur). En la tercera carrera de la Copa del Mundo 2013-2014 en Turín (Italia), ganó nuevamente en los 1000 y 1500 metros. Después de ganar el oro en los 1500 metros y el bronce en los 500 metros en la última carrera en Kolomna (Rusia), se aseguró su segundo título consecutivo en la Copa del Mundo. También se convirtió en campeona de los 1000 metros y 1500 metros de la temporada 2013-2014.

#### Juegos Olímpicos de Sochi

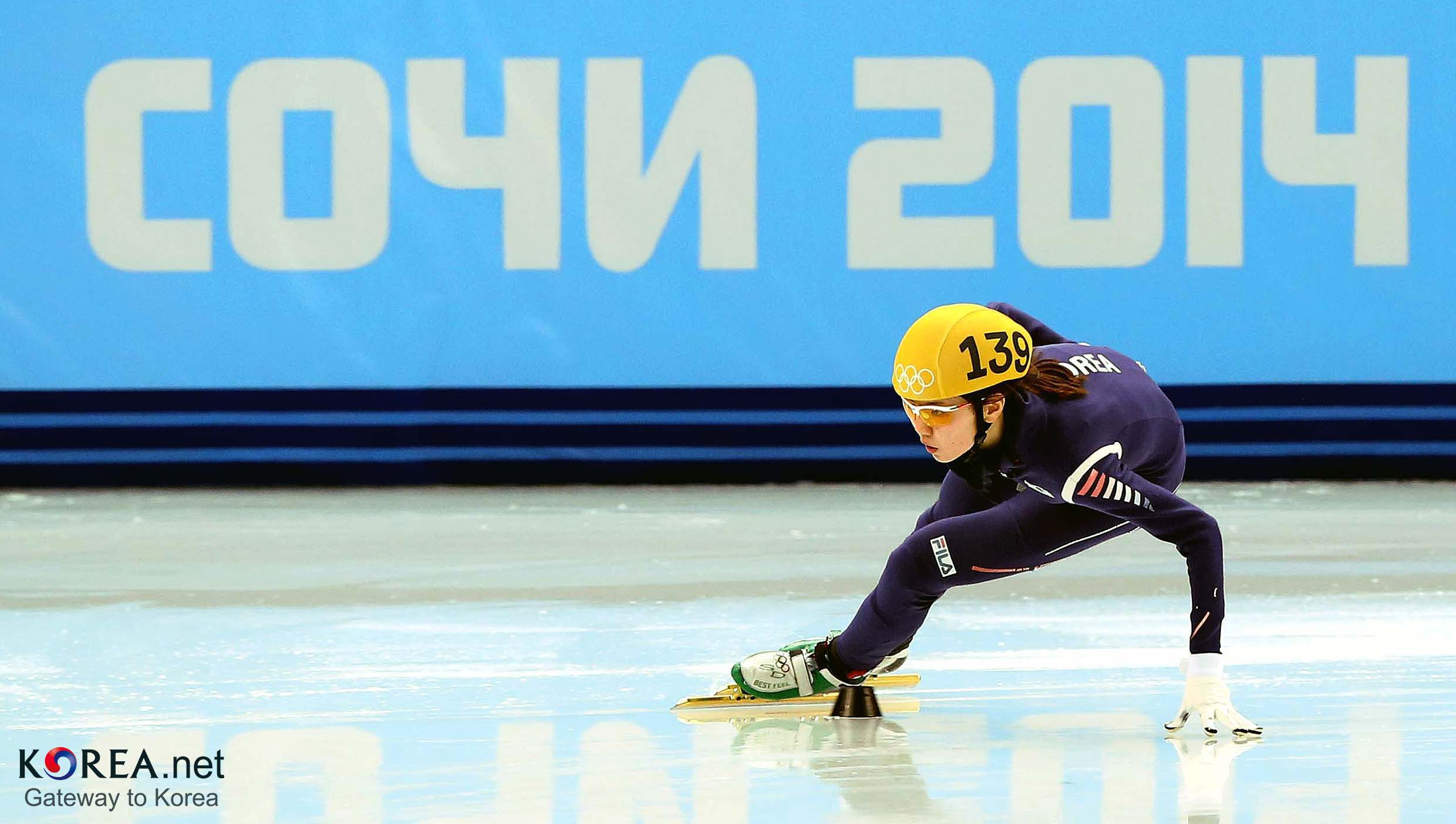
Shim compitiendo en Sochi 2014.

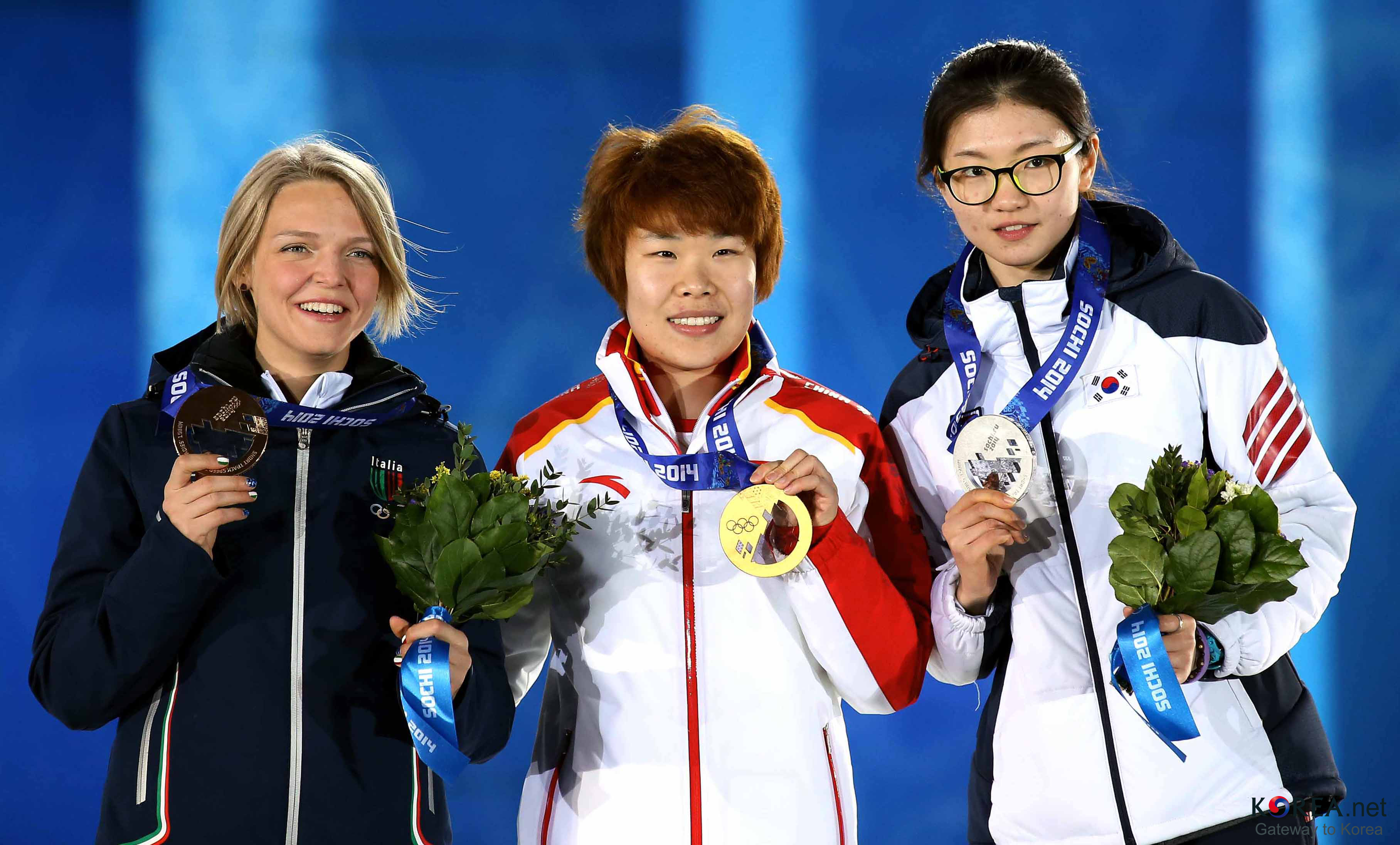
Podio olímpico de 1500 m de Sochi 2014: Fontana (bronce), Yang (oro) y Shim (plata).

Clasificó a sus primeros Juegos Olímpicos de Invierno en Sochi 2014, celebrados en Rusia, con el objetivo declarado de ganar múltiples medallas de oro. El 13 de febrero de 2014, compitió por primera vez en los 500 metros pero, no pudo avanzar de los cuartos de final ocupando el cuarto lugar en su heat.
Dos días más tarde, ganó la medalla de plata en los 1500 metros. Comenzó la carrera final de 1500 m en la última posición. Luego, avanzó en la décima vuelta, alcanzando primer lugar con Arianna Fontana justo detrás de ella. Después de que Kim A-lang y Li Jianrou colisionaron a mitad de camino, Shim estaba cómodamente a la cabeza. Se mantuvo en el primer lugar hasta el tramo final, pero Zhou Yang superó a Shim a dos vueltas del final y se quedó con la medalla de oro.
El 18 de febrero, ganó la medalla de oro en el relevo de 3000 metros como parte del equipo de Corea del Sur. A tres vueltas para la última vuelta, Corea del Sur quedaba en segundo lugar detrás de China, por un margen sustancial. Sin embargo, Shim aceleró y logró pasar por delante de Li Jianrou en el lado externo de la pista en la última vuelta.
El 21 de febrero, ganó la medalla de bronce en los 1000 metros con un tiempo total de 1:31.027, que estuvo a 0.266 segundos de la ganadora Park Seung-Hi y 0.216 segundos detrás de la segunda clasificada, Fan Kexin.

#### Campeonato mundial
Del 14 al 16 de marzo de 2014, compitió en el Campeonato Mundial 2014 celebrado en Montreal (Canadá), ganando su primer título general con 102 puntos, ocupando el primer lugar en los 1000 metros, 1500 metros y 3000 metros. Derrotó a la surcoreana Park Seung-Ho, medallista de plata y a la canadiense Valérie Maltais, que terminó tercera.

### 2017-2018

#### Juegos Asiáticos
En los Juegos Asiáticos de Invierno de 2017 en Sapporo (Japón) ganó la medalla de oro en los 1000 metros y en el relevo de 3000 metros, como así también la medalla de plata en los 1500 metros. En la prueba de 500 metros quedó en el octavo lugar.

#### Copa Mundial
Durante la temporada 2017-2018 de la Copa Mundial, ganó cinco medallas individuales, incluyendo medallas de oro en los eventos de 1000 metros y 1500 metros, y tres medallas en relevo por equipos.

#### Juegos Olímpicos de Pyeongchang
En los Juegos Olímpicos de Invierno de 2018 en Pyeongchang (Corea del Sur), ganó la medalla de oro en el evento de relevo de 3000 metros femenino junto a Choi Min-Jeong, Kim Ye-Jin y Kim A-Lang, con un tiempo de 4:07.361.
También compitió en los eventos de 500 metros (donde no logró avanzar en su Heat), de 1000 metros (donde quedó primera en su Heat) y 1500 metros (donde tampoco logró avanzar en su Heat).
Semanas antes de los juegos, suspendió su entrenamiento durante dos días, tras recibir una agresión por parte de uno de sus entrenadores. Tras ello, el acusado fue suspendido de por vida por parte de la federación surcoreana de patinaje sobre hielo.